# Ратови прегледача
Ратови прегледача (2015)
Ратови прегледача су такмичења за што већу искоришћеност веб прегледача. Први рат прегледача је био између Microsoft Internet Explorer и Netscape Navigator током касних 1990-их. Ратови прегледача настављени су са опадањем коришћења Internet Explorer-а на тржишту од 2003. године и са увећаном популарношћу прегледача, као што су Firefox, Google Chrome, Safari, и .
Последњих година, представљање HTML5, CSS и проширеног скриптовања на клијентској страни на светској компјутерској мрежи, као и широко распрострањена употреба паметних телефона и других мобилних уређаја за прегледање интернета, донели су нове прегледаче, осигуравајући да се рат прегледача настави.

## Позадина
Светска компјутерска мрежа је хипер текст систем базиран на интернету која је измишљена крајем 1980-тих и почетком 1990-тих од стране Тима Бернерс-Лија. Бернерс-Ли је написао први веб прегледач WorldWideWeb, касније назван Nexsus, развијен за NeXTstep платформе 1991. године.
Крајем 1992 године појавили су се и други прегледачи, многи од њих базирани на libwww библиотеци. Ово је укључивало Unix прегледаче као што су Line Mode Browser, ViolaWWW, Erwise и MidasWWW, и MacWWW/Samba за Mac. Иако су ови прегледачи тежили да буду прости HTML прегледачи, ослањајући се на екстерне помоћне апликације за прегледање мултимедијалног садржаја, ипак су омогућили избор корисницима како за прегледаче тако и за платформе.

## ратови
Следећи прегледачи су пуштени 1993 године укључујући Cello, Arena, Lynx, tkWWW и Mosaic. Најутицајнији од њих је био Mosaic, мултиплатформски прегледач развијен у националном центру за супер-компјутерске апликације National Center for Supercomputing Applications (NCSA). У октобру 1994 године, Mosaic је био "на добром путу да постане светски стандардни интерфејс", према Gary Wolfe.
Постоје два доба интернета - пре Mosaic, и после. Комбинација Tim Berners-Lee's веб протокола, који је омогућавао конекцију, и Marc Andreesen's прегледача, који је омогућавао одличан интерфејс, показала се експлозивном. За 24 месеца, веб је од непознатог постао апсполутно свеприсутан.
Неколико компанија је лиценцирало Mosaic да направе своје комерцијалне прегледаче, као што су AirMosaic и Spyglass Mosaic. Један од Mosaic твораца, Marc Andreessen, основао је Mosaic комуникациону корпорацију и направио нови веб прегедач назван Mosaic Netscape.
Да би решили правне проблеме са NCSA, компаније је преименована у Netscape Communications Corporation а прегледач у Netscape Navigator. -{Netscape прегледач је унапредио Mosaic употребљивост и поузданост и могао је да прикаже страницу док се учитавају. Године 1995, захваљујући чињеници да је био бесплатан за некомерцијалну употребу, прегледач је доминирао широком светском мрежом.
Други прегледачи настали током 1994 године IBM Web Explorer, Navipress, SlipKnot, MacWeb, и .
Године 1995, Netscape се суочио са новом конкуренцијом од стране OmniWeb, WebRouser, UdiWWW, и Microsoft's Internet Explorer 1.0, али је и даље настављао доминацију на тржишту.

## Први рат прегледача
Средином 1994 године светска мрежа је добила велику пажњу у популарној кулутури и масовним медијима. Netscape Navigator је био најраспростањенији коришћени прегледач и Microsoft даје право на лиценцу Mosaic-у да направи Internet Explorer 1.0, који је објављен као део Microsoft Windows 95 Plus! пакета у августу.
Internet Explorer 2.0 је пуштен у рад као бесплатан за скидање три месеца касније. За разлику од Netscape Navigator-a био је доступан свим Windows корисницима бесплатно, чак и рекламним компанијама. Друге компаније које су уследиле касније, давале су своје прегледаче бесплатно. Netscape Navigator и конкурентски производи попут InternetWorks, Quarterdeck Browser, InternetAp, и WinTapestry су направљени заједно са другим апликацијима да би омогућили пун интернет приступ. Новије верзије Internet Explorer-а и Netscape-а (маркетиншко име Netscape Communicator) пуштане су великом брзином током наредних неколико година.
Развој је био брз и нове карактеристике су рутински додаване, укључујући Netscape-ов JavaScript(потом копиран од стране Microsofta-a као JScript) и одговарајући XTML тагови као сто су <blink> и <marquee>
Internet Explorer је почео да хвата прикључак Netscape-у са верзијом 3.0 (1996) која уводи подршку скриптовима и прво тржишно појављивање Cascading Style Sheets(CSS) имплментације.
У октобру 1997, Internet Explorer 4.0 је пуштен у рад. Журка која је приређена поводом пуштања у рад, у Сан Франциску, је била обележена великим словом "Е" логом високим 10 стопа. Netscape-ови радници су на послу наредног јутра, нашли огроман лого на свом априлаку са знаком на ком је писало: "Од IE тима…Волимо вас". Netscape радници су га одма преврнули и поставили велику фигуру маскоту Mozila диносауруса на врх њега, држећи знак на ком је писало "Netscape 72, Microsoft 18" представљајући расподелу тренутног тржишног удела.
Internet Explorer 4 је променио климу у ратовима прегледача. Био је интегрисан у Microsoft Windows што му је дало велику базу за инсталацију.
Током ових пуштања у рад, било је уобичајено за веб дизајнере да прикажу ‘најбоље видљиво у Netscape-у’ или ‘најбоље видљиво у Internet Explorer-у’ логое. Ове слике честу су индетификовале специфичну верзију прегледача и биле су често повезане за место где се наведени прегледач могао скидати. Ови логои су генерално служили да препознају разилажења између стандарда подржаних од стране прегледача и означе који су прегледачи коришћени приликом тестирања ових страница. Последица овога је да су, присталице принципа да веб странице требају бити компатибилне са World Wide Web Consortium стандардима и видљиве било којим прегледачем одлучили су да покрену кампању “World Wide Web Consortium”. Тако је настала кампања "Видљиво било којим прегледачем" која је имала сопствени лого.

### 5 и 6
Microsoft је имао три снажне предности у рату прегледача.
Прва предност су били ресурси: Netscape је почео са око 80% удела у тржишту и са великим интересом јавности, али је био релативно мала компанија која је велики део својих прихода имала од само једног продукта (Navigator-а и његових деривата), била је финансијски рањива. Netscape-ови укупни приходи никада нису премашили Microsoft приход. Microsoft-ови огромни ресурси су им дозволили да направе Internet Explorer без додатне наплате, тако што је због великих прихода Windows коришћен да финансира његов развој и маркетинг. Netscape је био комерцијални софтер за бизнис, али предвиђен као бесплатан за кућно коришћење и учење.
Internet Explorer}- је био доступан бесплатно за све Windows и Mac кориснике одсецајући значајан извор прихода. И како је рекао Jim Barksdale, председник и CEO Netscape Communications: "Веома ретко у рату се деси да мала сила надвлада велику...".
Друга предност је била та што је Microsoft Windows имао преко 90% удела у тржишту десктоп оперативних система. IE је био у пакету са сваком копијом Windows; тако да је Microsoft био у могућности да доминира тржиштем лако јер су корисници имали IE као подразумевани прегледач. У том периоду многе нове куповине рачунара су биле прве куповине за кућне кориснике или канцеларије и многи корисници нису никад обимно користили веб прегледач пре па нису имали ничим да га пореде, као и мале мотивације да узму у обзир алтернативе; велики скуп могућности који су добили уз приступ интернету и World Wide Web-у направили су сваку разлику у могућностима и ергономији прегледача, занемарљивим.
Током United States Microsoft antitrust case у 1998, Intel-ов потпредседник Steven McGeady, сведок позван од владе, је сведочио да му је високи функционер Microsoft-а рекао 1995-е о компанијиним намерама да се "Netscape-у прекине доток ваздуха". Microsoft-ов адвокат је рекао да McGeady-јево сведочење нема кредибилитет. Исте године Netscape компанија је купљена од стране America Online за US$4.2$ билијарди. Internet Explorer је постао нови доминантни прегледач достижући коначни удео од око 96% коришћења прегледача током 2002, више него што је Netscape имао у свом врхунцу.
Први рат прегледача се завршио тако што Internet Explorer није имао озбиљну конкуренцију у тржишном уделу. Ово је такође довело до краја убрзане иновације веб прегледача, све до 2006 је постојала само једна нова верзија Internet Explorer откако је верзија 6.0 пуштена 2001. Internet Explorer 6.0 Service Pack 1 је развијен као део Windows XP SP1 интегрисан у Windows Server 2003. Даља побољшања Internet Explorer су вршена у Windows SP2(2004) укључујући блокирање искачућих прозора и јача подразумевана безбедност. подешавања за ActiveX контроле.

## Други рат прегледача
Након пораза Navigator-а од Internet Explorer-а, Netscape свој прегледач чини слободним, а касније га поверава ново-оформљеној непрофитној фондацији Mozilla пројекат првобитно руковођен заједницом како би се створио наследник Netscape-a. Развој је трајао неколико година са слабим распрострањењем све док није створена огољена верзија целокупног програма, која је укључивала нове карактеристике, као што је одвојена табла за претрагу, која се до тада појављивала само у Opera-и. Ова верзија је добила име Phoenix, али због права је име убрзо промењено, прво у Firebird, а потом и у Firefox. Овај прегледач је постао центар развоја Mozilla-е. Напори за развој фондације и Mozilla Firefox 1.0 објављени су 9. новембра 2004. године. Тада заступљеност прегледача расте све до врхунца у 2010., након ког је његова популарност стабилна.
У 2003. Microsoft је објавио да ће Internet Explorer 6 Service Pack 1 бити последња самостална верзија њиховог прегледача. Остала побољшања зависиће од Windows Vista-e, која ће укључивати нове алатке, као што су WPF и XAML, како би омогућили програмерима да развијају web апликације.
Као одговор, у априлу 2004. Mozilla Foundation и Opera Software удружују снаге како би развили отворен технологијски стандард који пружа више могућности, али и остаје компатибилан са већ постојећим технологијама. Резултат ове сарадње био је WHATWG, радна група посвећена брзом стварању новог стандардног обрасца који ће бити поднет W3C-у.

### Допуњени прегледачи су дистрибуирани
15. фебруара 2005. Microsoft објављује да ће Internet Explorer 7 бити доступан за Windows XP SP 2 и касније верзије Windows-аFirefox 2.0, објављене након 2005. Објава представља нову верзију прегледача као главну надоградњу Internet Explorer-a 6 SP1.
Opera је доста дуго била мали играч у ратовима прегледача, позната по увођењу иновативних могућности, као што је сурфовање по табулаторима и реаговање на миша, такође и као лаган прегледач, иако пун могућности. Међутим, програм је комерцијалан, што је отежало његово прихватање међу корисницима, наспрам бесплатних конкурената, све до 2005. када прегледач постаје бесплатан. 20. јуна 2006., Opera Software објављује Opera-у 9, која садржи уграђени прегледач изворног кода, имплементацију BitTorrent client-a и додатке (widgets). Био је то први прегледач на Windows-у који је прошао на Acid2 тесту. Opera Mini, верзија прегледача за мобилне уређаје, заузима значајан проценат на тржишту мобилних телефона. Верзије овог прегледача постају доступне и за Нинтендо ДС и Wii.
Microsoft објављује Internet Explorer 7 18. октобра 2006. Укључује прегледање по табулаторима, таблу за претрагу, "phishing" филтер, побољшану подршку за web стандарде (укључујући и пуну подршку за PNG) – све ове особине одавно познате корисницима Opera-e и Firefox-a. Microsoft испоручује Internet Explorer 7 свим правим корисницима (WGA) Windows-a као допуну високог приоритета кроз Windows Update. Анализа показује веома спор раст употребе Internet Explorer-a 7 и Microsoft одлучује да спусти критеријум и чини га слободним за све кориснике Windows-a у октобру 2007. Наредне 2 године је радио на Internet Explorer 8. 19. децембра 2007. компанија објављује да је развојна верзија прошла Acid2 CSS тест у "IE8 standards" моду – последњи од водећих прегледача је ово постигао. Internet Explorer 8 је објављен 19. марта 2009. Нове карактеристике су укључивале убрзаваче, побољшану приватност, компатибилност са страницама направљеним за старије верзије прегледача и побољшану подршку за разне web стандарде. То је последња верзија која је пуштена за Windows XP. Internet Explorer 8 је постигао 20/100 на Acid3 тесту, што је неупоредиво лошије него остали главни кокуренти у том тренутку.
24. октобра 2006. Mozilla објављује Mozilla Firefox 2.0. Ова верзија је омогућила поновно отварање недавно затворених табулатора, опоравак сесије након пада, phishing филтер и проверу правописа за тексутална поља. Mozilla објављује ветзију 3.0 17. јуна 2008. године са побољшаним перформансама и другим новим карактеристикама. Firefox 3.5 долази 30. јуна 2009. године са даљим побољшањима, са примитивним спајањем видео и звучног записа, као и новим карактеристикама у пољу приватности.
Apple је створио "fork" пројекте од софтвера отвореног кода KHTML-a i KJS-a користећи модел, и покретач из KDE Konqueror прегледача из 2002. Објаснили су да су овим добили основу за лакши развој него друге технологије узевши у обзир малу величину (мање од 140000 линија кода), чист дизајн и компатибилност са стандардима. Резултујући покретач модела постаје познат под именом WebKit и постаје укључен у Safari прегледач који је први пут пуштен са Mac OS X v10.3. 13. јуна 2003 Microsoft објављује да престаје са дистрибуцијом IE за Mac платформу, а 6. јуна 2007. Apple објављује пробну верзију Safari прегледача за Microsoft Windows.
Netscape је 28. децембра 2007 године објавио да подршка за Mozilla-derived Netscape Navigator ће бити прекинута 1. фебруара 2008 године, предлажући својим корисницима да пређу на Mozill-u Firefox. Затим 28. јануара 2008 Netscape објављује да ће подршка бити продужена до 1. марта 2008 и помиње Flock-а уз Firefox као алтернативу њиховим корисницима.
Google представља Chrome прегледач за Microsoft Windows 11. децембра 2008, користећи исти WebKit рендеринг машину као Safari и бржи JavaScript машину названу V8. Верзија отвореног типа за Windows, MAC OS X и Linux платформе је била издана од називом Chromium. Према Net Applications, Chrome је стекао 3,6% коришћења до октобра 2009. После издавања бета верзије за
MAC 0S и Linux, тржишни удео се веома брзо увећао.
Током децембра 2009 и јануара 2010, StatCounter је изјавио да по њиховој статистици је Firefox 3.5 најпопуларнији прегледач, када се гледа по индивидуалним верзијама прегледача, прешавши Internet Explorer 7 и 8 за мало. Ово је био први пут по глобалној статистици да прегледач који није Internet Explorer верзија надмаши коришћење неке верзије Internet Explorer од пада Netscape Navigator-а.
Овом поразу, који је GeekSmack назвао  и Internet Explorer 7" би се могло рећи да је увелико могла допринети чињеница да је изашао у исто време када је IE 8 замењивао IE 7 у доминантној верзији Internet Explorer. Два месеца касније IE 8 је постао најпопуларнија верзија прегледача, и држи ту позицију још од марта 2011 године. Такође би требало да се напомене да и друге велике статистичке компаније, као NET Aplications , које никада нису пријавиле да ни једна верзија прегледача који није имао IE верзију је имала већу стопу коришћења него Internet Explore-ова верзија, и ако је Firefox 3.5 био трећа најпопуларнија верзија између децембра 2009 и фебруара 2010, коју је заменио Firefox 3.6. априла 2010, и сваки је имао IE 8, а иза себе IE 6 И IE 7.

### Почеци HTML5 и напуштање Presto модула за рендеровање
У јануару 2010 Mozzila је представила Mozzila Firefox 3.6, који подржава ново приказивање тема, “Personas” (особе), која дозвољава корисницима да мењају изглед Firefox-а само једним кликом. Верзија 3.6 такође побољшава рад JavaScript-а, и свеукупне повратне информације и почетна времена.
Затим у октобру 2010, StatCounter је изјавио да је Internet Explorer по први пут пао испод 50% тржишног удела на 49,87% по њиховим бројевима. Такође су објавили да је удео и Internet Explorerа 8 први пут пао у истом месецу.
Google пушта Google Chrome 9, 3. фебруара 2011. Нова побољшања су била: подршка за WebGL, Chrome Instant, Chrome Web Store. Google је креирао још седам верзија Chrome те године, завршивши 15. децембра 2011. године са Chrome 16 верзијом. Прва верзија Chrome, доступна јавности у 2012. години је била Chrome 17, који је представљен 15. фебруара. У априлу 2012. Google-ови прегледачи (Chrome И Android) су постали најкоришћенији по страници Wikimedia. Већ до 21. маја 2012 , StatCounter је пријавио да Chrome ускоро преузима Internet Explorer као најкоришћенији прегледач на тржишту. Какогод сматрано је да је Internet Explorer и даље мало испред Chrome радним данима, све до 4. јула. У исто то време Net Applications пријављује да је Internet Explorer чврсто на првом месту, али да Google Chrome ускоро преузима друго место на ком је Mozzila Firefox.
У марту 2011, Microsoft је представио Internet Explorer 9. Имао је преуређен интерфејс, који је подржавао основне особине SVG-а, и делимично HTML5 подршку за видео, уз додатна побољшања. Једино је могао да се покрене на Windows Vista, Windows 7, или Windows Phone 7. Компанија је касније издала и Internet Explorer 10, паралелно са Windows 8 и Windows Phone 8 у 2012. години, и ажурирање за Windows 7, у току 2013 године. Али није било могуће за Windows Vista и Windows Phone 7. У септембру 2013 је приказана предверзија за Internet Explorer 11 И била је подржана за исте верзије десктопа као и свој претходник.
Концепт брзе дистрибуције установљене од стране Google Chrome-а натерао је Mozzila да ради исто за свој Firefox прегледач. Firefox 5.0, издат 21. јуна 2011, који је изашао само шест недеља касније од претходне верзије. У току године Mozzila је створила јос 4 прегледача са целим бројевима завршивши са Firefox 9, 20.децембра 2011. За оне који су желели дужу подршку, Mozzila је направила Extended Support Release (ESR) верзију Firefox 10, 31.јануара 2012. Насупрот регуларној верзији ESR Firefox је је редовно добијао безбедносна ажурирања уз додатне нове особине и перфомансе скоро “годину дана”, након чега је дат период од 12 недеља пре настављања тог броја верзије. Они који би наставили и после тога да користе, аутоматски би им се прегледач ажурирао на Firefox 11, 15.марта 2012.
Током овог периода, сви већи прегледачи су имали подршку за HTML5 видео, подржани кодеци су варирали од прегледача до прегледача. Тренутне верзије Android, Chrome и Firefox-а подржавају Theora, H.264 и VP8 верзију WebM. Старије верзије Firefox-а изостављају H.264 због власничког кода, али је направљена доступна верзија 17 за Android и верзија 20 за Windows. Internet Explorer и Safari подржавају H.264 екслузивно, али Theora И VP8 могу бити ручно инсталирани на десктоп верзијама.
Због популарностиWebKit-а за мобилне прегледаче, Opera Softer је прекинула своју Presto engine у фебруару 2013. године. Opera 12 серија прегледача је била последња која је користила Presto са својим наследником користећи уместо тога Chromium.